# Kirke Værløse
Kirke Værløse – miasto w Danii, w regionie Stołecznym, w gminie Furesø.